# Apocalittici e integrati
Apocalittici e integrati è un saggio pubblicato da Umberto Eco nel 1964.
In questo testo, il semiologo italiano analizza il tema della cultura di massa e dei mezzi di comunicazione di massa. Eco definisce “apocalittici” gli intellettuali (in particolare Adorno e Zolla) che esprimono un atteggiamento critico e aristocratico nei confronti della moderna cultura di massa, e “integrati” coloro che ne hanno una visione ingenuamente ottimistica.

## Struttura dell'opera
Il libro è organizzato come una raccolta di saggi diversi sull'argomento: 
- Cultura di massa e "livelli" di cultura espone i principali argomenti a sostegno e contro la cultura di massa. La tesi è che, sin dal momento in cui la società industriale prevede dei mezzi di comunicazione di massa, piuttosto che criticarli l'intellettuale deve domandarsi quali azioni sono possibili per far sì che possano veicolare valori culturali.
- La struttura del cattivo gusto è una riflessione sulla definizione del cattivo gusto e del kitsch. L'opera di cattivo gusto deve avere simultaneamente tre caratteristiche: la prefabbricazione e imposizione dell’effetto, l’inserzione decontestualizzata di stilemi consumati, e infine l’intenzione di spacciarsi come arte e cultura alta. Come esempio emblematico viene indicato il pittore Boldini.
- Lettura di "Steve Canyon", Il mito di Superman e Il mondo di Charlie Brown riflettono sul fumetto come esempio di letteratura di massa e come potenziale strumento di persuasione occulta. L'effetto di un simile tipo di letteratura dipende secondo l'autore dalle modalità di fruizione e non dalle opere per se stesse.
- L'uso pratico del personaggio espone le caratteristiche del personaggio della letteratura popolare e del ricorso ad elementi convenzionali.
- La canzone di consumo e La musica e la macchina esplorano le caratteristiche della musica leggera, ponendosi in particolare il problema di come essa sia influenzata da logiche di mercato anziché da scelte artistiche.
- La musica, la radio e la televisione e il successivo Appuntamenti sulla televisione propongono una riflessione sulla televisione, ribadendo la necessità di un impegno da parte dell'intellettuale nell'utilizzare sapientemente il mezzo piuttosto che criticarlo a priori.
- Una sezione intitolata Apocalittici integrati raccoglie infine una serie di brevi articoli sul tema.

## Argomentazioni pro e contro la cultura di massa
Nel primo saggio dell'opera vengono esposte una serie di considerazioni  pro e contro la cultura di massa.

### Aspetti negativi
- Si cerca di andare incontro al gusto medio evitando l'originalità.
- La letteratura di massa è caratterizzata dall'omologazione culturale. Opinione che rimanda al concetto formulato da McLuhan di villaggio globale dove non esistono più differenziazioni culturali.
- Il pubblico è inconscio di sé come gruppo sociale e subisce tale cultura.
- È presente la tendenza a suggerire emozioni già costruite, con funzione provocatrice si danno le emozioni già pronte.
- I prodotti mass-mediali sono sottomessi a leggi di mercato, diventando oggetto di persuasione pubblicitaria.
- Il pensiero è sclerotizzato e costituito da slogan e citazioni.
- Compresenza di informazioni culturali e gossip.
- Concezione di visione passiva e acritica del mondo, scoraggiando sforzo individuale.
- Incoraggiamento dell'informazione verso il presente e indifferenza verso il passato.
- Impegno del tempo libero solo a livello superficiale.
- Creazione di miti e simboli con tipi che sono facilmente riconoscibili.
- Il lavoro della mente è rivolto a opinioni comuni (endoxa): la gente ama il conformismo di costumi, valori e principi sociali.
- I mass-media auspicano una società paternalistica e solo superficialmente democratica. I modelli sembrano imposti dal basso ma sono espressione di una cultura degradata, pseudo-popolare e imposta dall'alto.

### Aspetti positivi
- La cultura si apre a categorie sociali le quali prima non avevano i mezzi per accedervi, nonostante spesso l'informazione sia sovrabbondante.
- Soddisfa la necessità di intrattenimento.
- Permette la diffusione di opere culturali a prezzi molto bassi.
- I mass-media sensibilizzano l'uomo nei confronti del mondo: aprono scenari prima negati.
- La cultura di massa, se non nelle sue espressioni kitsch, non danneggia l'arte alta,  dato che non si pone come alternativa ad essa.

Eco cerca di creare positività in un termine spesso usato con accezione negativa. Se siamo inseriti in una società industriale non ci si può staccare dai media. L'industria culturale di per sé non è negativa, ma lo è il consumismo, che vede il libro come oggetto di merce: quando però esso veicola dei valori diviene strumento efficace per la sua diffusione.

## Edizioni
- Apocalittici e integrati: comunicazioni di massa e teorie della cultura di massa, Milano, Bompiani, 1964
- Apocalittici e integrati, Milano, Bompiani, 1965, ISBN 88-452-4838-0
- Apocalittici e integrati, Milano, Bompiani, 1989, ISBN 88-452-1054-5